# 贾斯廷·温瑟
贾斯廷·温瑟（1831年1月2日—1897年10月22日）是一位美国作家、图书管理员和历史学家，美國圖書館協會的创办人兼首任会长，也是美國歷史學會的第三任会长。